# Krekel van Spronsen

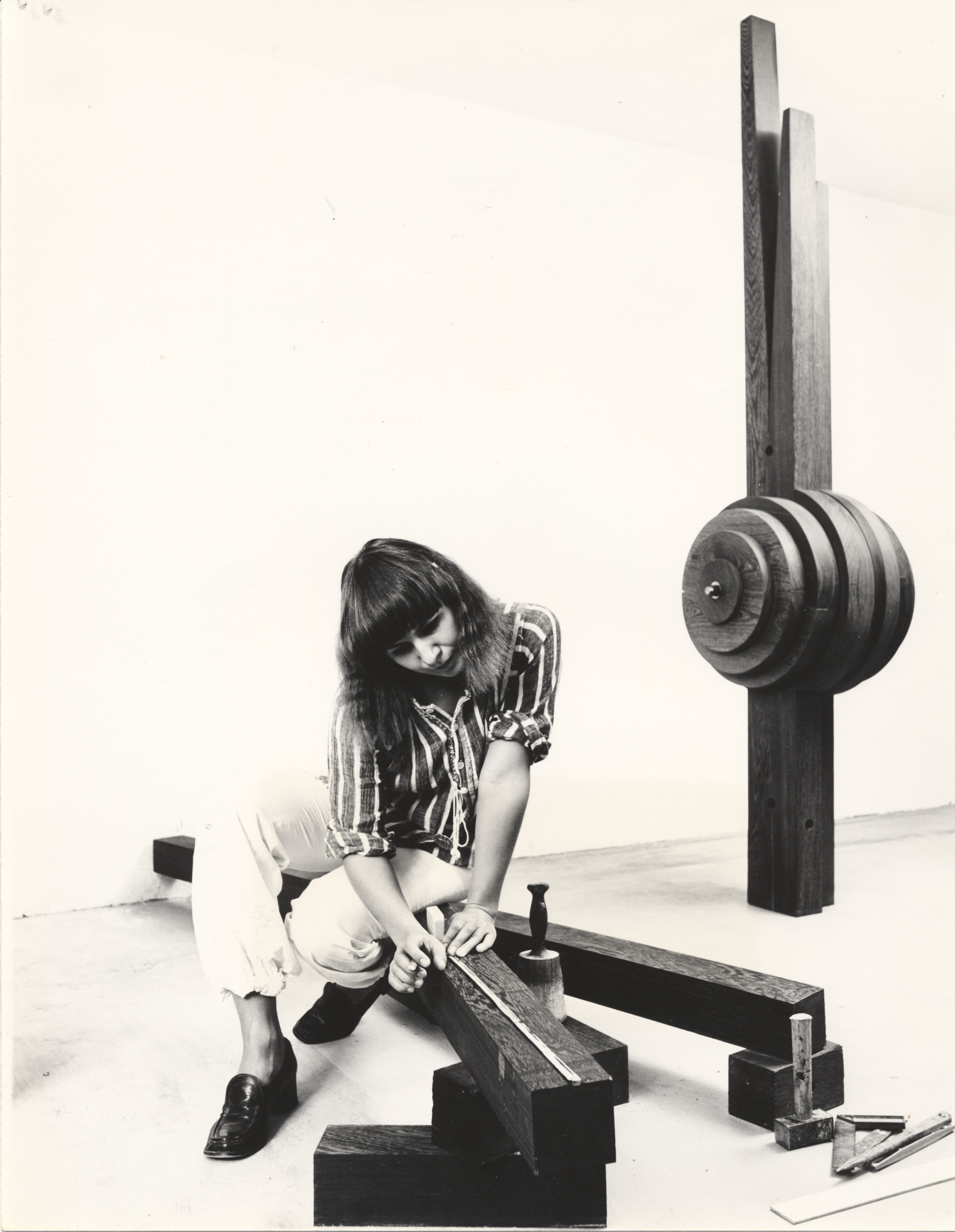
Krekel aan het werk (1977), Haarlem

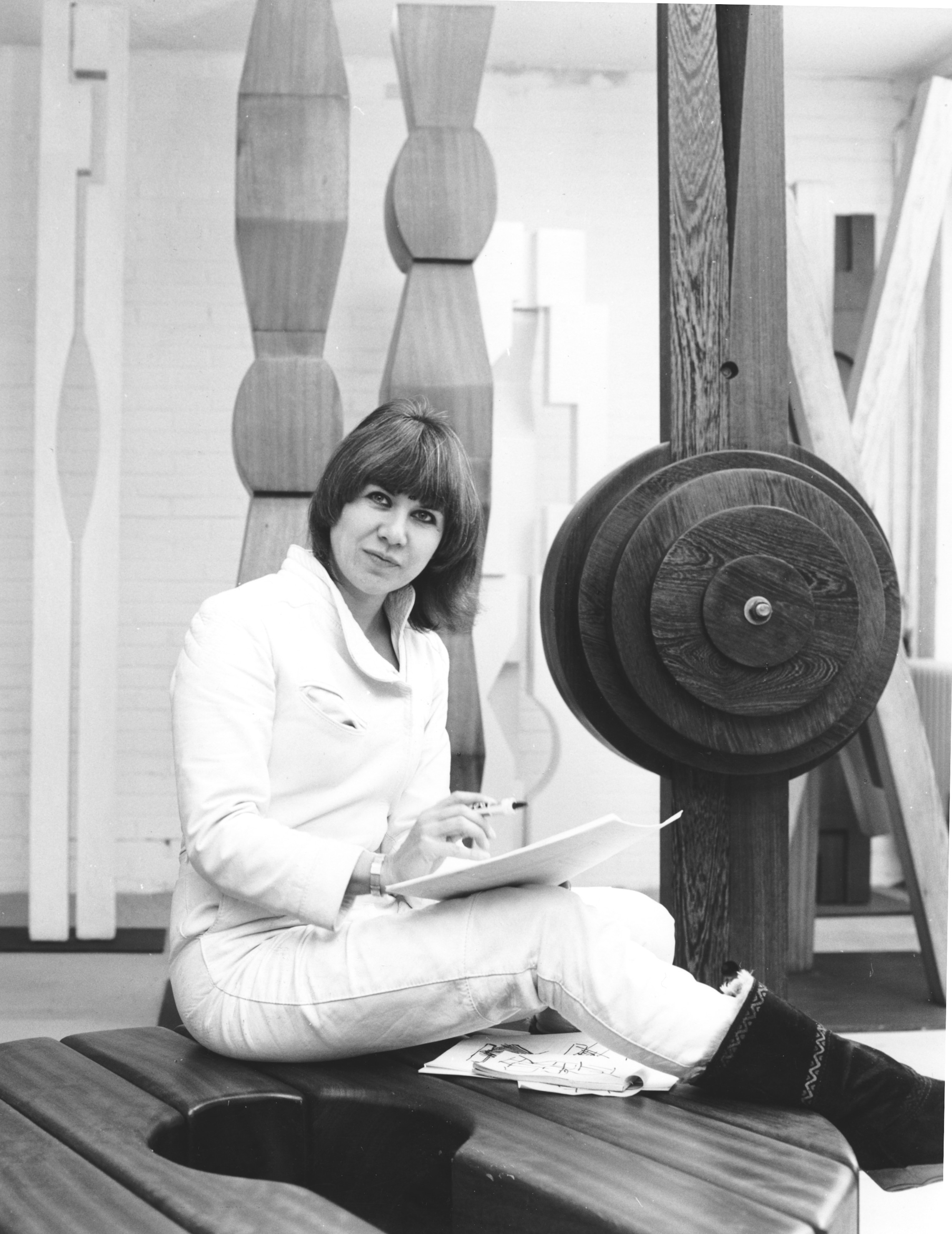
Krekel tussen haar werk (1981), Haarlem

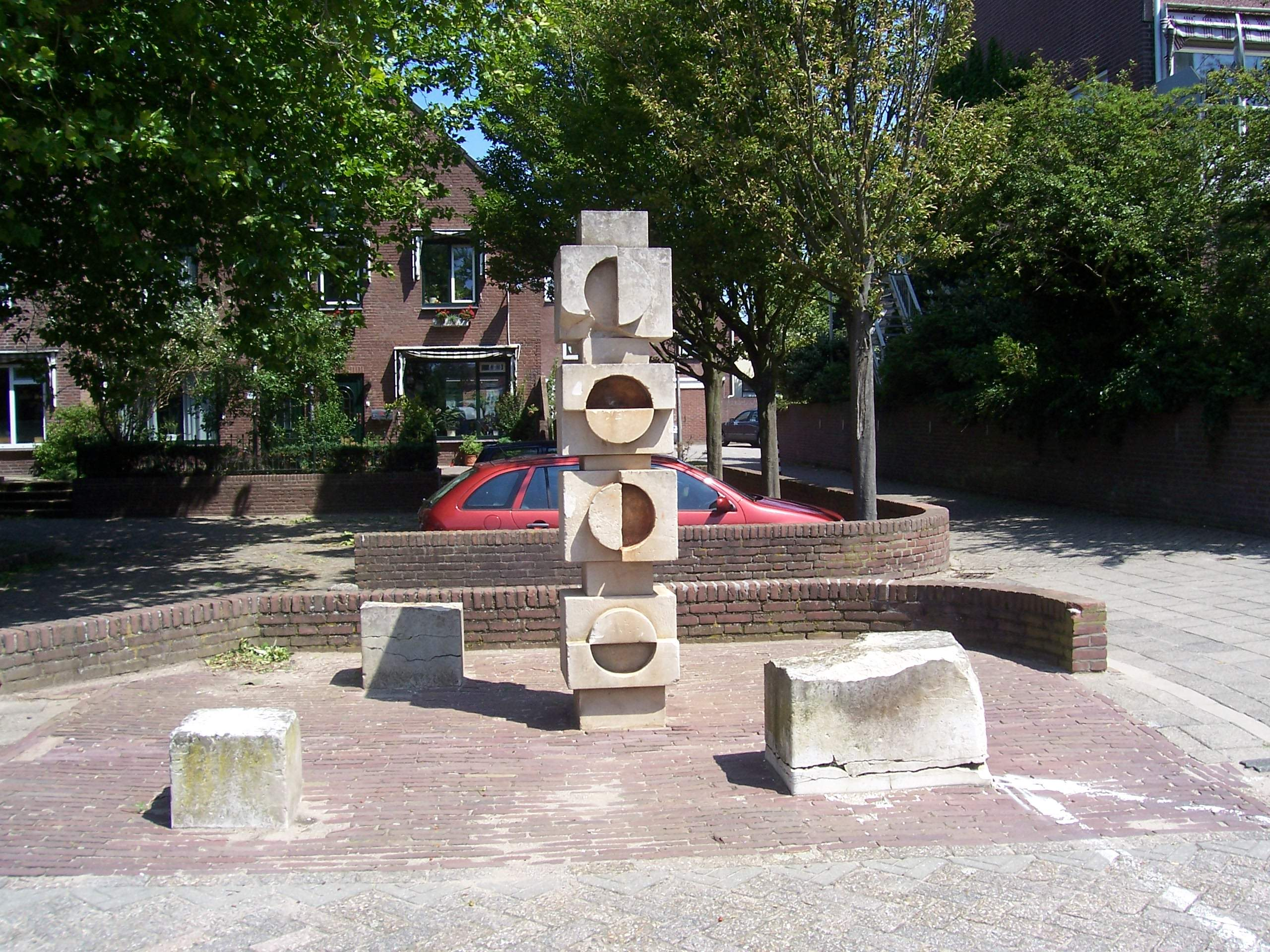
Keuvelplaats (1978), Noordwijk-Binnen

Henriette Louise van Spronsen-Duller (Haarlem, 3 april 1948 – 10 augustus 2011) was een Nederlands beeldhouwer. Ze wordt in de regel vermeld als Krekel van Spronsen of kortweg Krekel.

## Leven en werk
Van Spronsen-Duller was de dochter van Wim Duller en Jenny Elich, twee autodidact kunstenaars en kunstnijveraars. Ze studeerde keramiek in Haarlem (1964-1965) en werd opgeleid in de beeldhouwkunst aan de Koninklijke Academie van Beeldende Kunsten in Den Haag, als leerling van Joop Beljon. Ze ontving bij haar afstuderen (cum laude) in 1971 de Essoprijs. Ze trouwde met beeldhouwer Erik van Spronsen (1948-2020), net als zij een leerling van Beljon. Het paar vestigde zich in Haarlem. Ze waren beiden lid van de Nederlandse Kring van Beeldhouwers.
Krekel van Spronsen maakte geometrische beelden, waarbij ze de cirkel vaak als uitgangspunt nam. Ze gebruikte de cirkel als autonome vorm, of bouwde deze op uit driehoeken en vierkanten.
Over de vorm zei Krekel zelf: "De grondvormen, zoals de driehoek, cirkel en het vierkant kunnen we overal terugvinden. Zowel bij de kunst, de wiskunde, de architectuur en de dans. Er moet evenwicht zijn tussen ruimte en vorm. De vorm ten opzichte van zijn ruimte, de maten en verhoudingen en dimensieonderzoek bepalen een uiteindelijke compositie van vormen, die in balans is met de specifieke ruimte."
Krekel exposeerde haar werk meerdere malen, onder andere met Fioen Blaisse, Jean Houben en Gerard Höweler bij Kunstzaal De Hoge Hees in Eersel (1978), met haar moeder bij Galeridee in Raamsdonksveer (1984), bij een tentoonstelling van drijfbeelden in Hardenberg (1986) en samen met haar man in de Boterhal in Hoorn (1990).
Van 1982 tot 1992 was ze docent plastisch en ruimtelijk vormen aan de Haagse Academie.

## Enkele werken
- 1978: Keuvelplaats, Garenhof, Noordwijk-Binnen
- 1980: Compositie van twee halve cirkels, Amerikaweg/Aziëweg (bij Rooseveltbrug), Haarlem
- voor 1986: sculpturen (zuilen) voor internaat Het Witte Zand in Zweeloo
- 1986: Cirkel - mouvements, Boerhaavelaan, bij het Spaarne Gasthuis, Haarlem
- 1990: De Ronde Zuil, Boerenpad, Zaandam

- RKD-Nederlands Instituut voor Kunstgeschiedenis: 46380